# هان كتاب

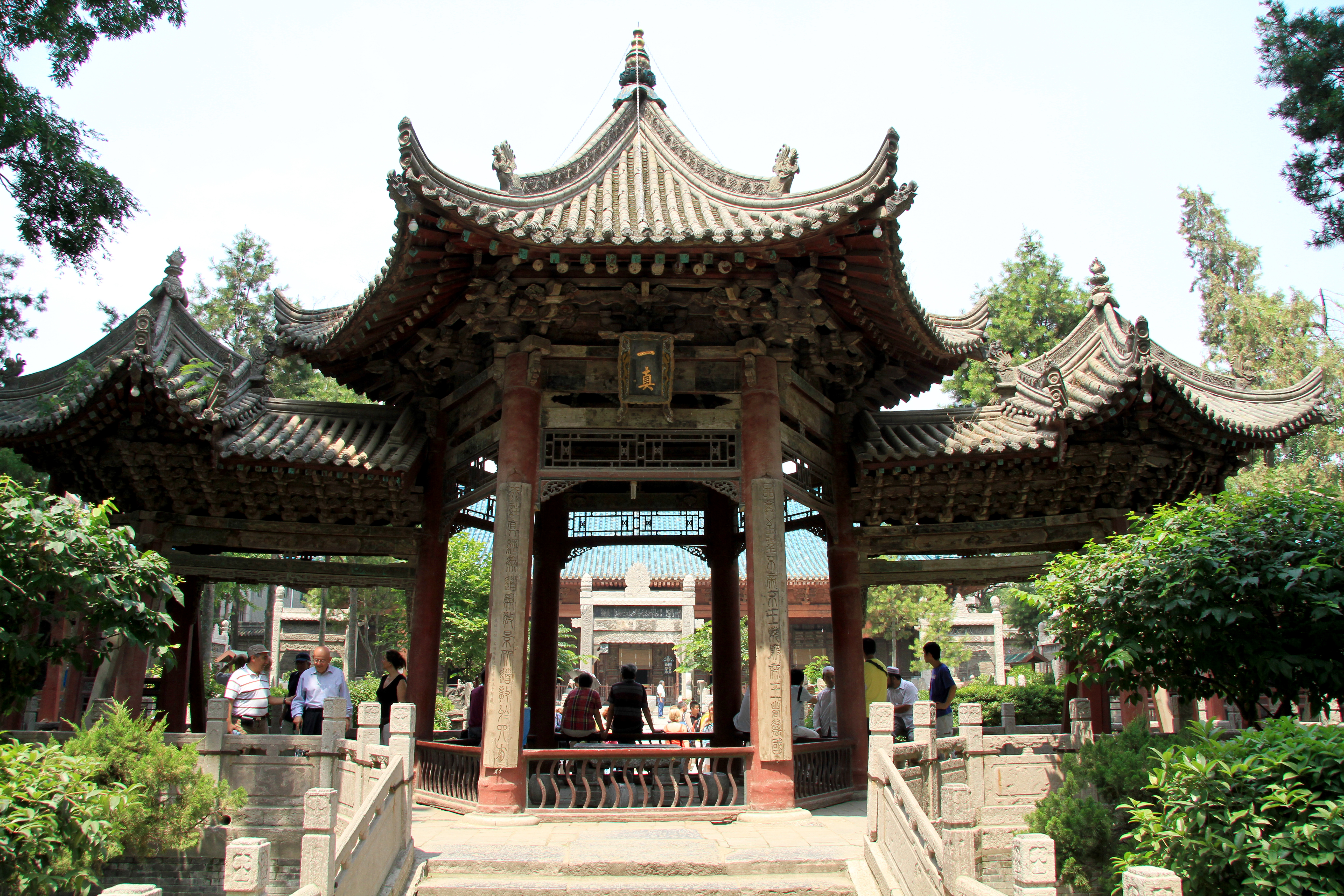

هان كتاب (الصينية المبسطة: 汉克塔布؛ الصينية التقليدية: 漢克塔布؛ بينيين: Hàn kètǎbù؛ هان كتوبي) كانت مجموعةً من النصوص الإسلامية الصينية التي كتبها مسلمون صينيون والتي جمعت الإسلام والكونفوشية. لقد كتبت نصوصه في أوائل القرن الثامن عشر خلال عهد أسرة تشينغ. الاسم «هان» هو كلمة صينية وتعني الصيني، و«كتاب» تعني الكتاب باللغة العربية. كتب ليو تشي كتابه هان كتاب في نانجينغ في أوائل القرن الثامن عشر. تم تضمين أعمال وو سانغ وتشانغ تشونغ ووانغ دايو في الكتاب.
تم قراءة هان كتاب على نطاق واسع واعتماده من قبل المسلمين الصينيين في وقت لاحق مثل ما تشيشي، وما فوكسيانغ، وهو سونغشان الذين كانوا يعتقدون أن الإسلام يمكن فهمه من خلال الكونفوشية.[بحاجة لمصدر]